# Santi patroni cattolici dei comuni del Lazio
Lista di santi patroni cattolici dei comuni del Lazio:

## Provincia di Frosinone
- Frosinone: San Silverio e Sant'Ormisda

- Acquafondata: san Giovanni Battista
- Acuto: san Maurizio
- Alatri: san Sisto
- Alvito: san Valerio
- Amaseno: san Lorenzo martire
- Anagni: san Magno martire
- Aquino: san Costanzo e san Tommaso d'Aquino
- Arce: sant'Eleuterio
- Arnara: san Sebastiano
- Arpino: Madonna di Loreto
- Atina: san Marco Galileo
- Ausonia: san Michele Arcangelo
- Belmonte Castello: san Nicola di Bari
- Boville Ernica: san Pietro Ispano
- Broccostella: san Michele Arcangelo
- Campoli Appennino: san Pancrazio martire
- Casalattico: san Barbato
- Casalvieri: sant'Onorio martire
- Cassino: san Benedetto
- Castelliri: santa Maria Salomè
- Castelnuovo Parano: san Mauro
- Castel Gandolfo: san Sebastiano
- Castro dei Volsci: santa Oliva di Anagni
- Castrocielo: santa Lucia
- Ceccano: san Giovanni Battista
- Ceprano: sant'Arduino
- Cervaro: Maria SS. de' Piternis
- Colfelice: san Gaetano Thiene
- Colle San Magno: San Magno
- Collepardo: SS. Salvatore
- Coreno Ausonio: santa Margherita
- Esperia: San Clino abate
- Falvaterra: san Sossio
- Ferentino: sant'Ambrogio
- Filettino: san Bernardino da Siena
- Fiuggi: san Biagio
- Fontana Liri: santa Barbara
- Fontechiari: san Bartolomeo apostolo
- Fumone: san Sebastiano
- Gallinaro: san Gerardo
- Giuliano di Roma: san Biagio
- Guarcino: sant'Agnello
- Isola del Liri: Madonna di Loreto
- Monte San Giovanni Campano: san Tommaso d'Aquino e Maria del Suffragio
- Morolo: san Michele Arcangelo
- Paliano: sant'Andrea Apostolo
- Pastena: sant'Elena e san Sinforo
- Patrica: san Rocco
- Pescosolido: san Giovanni Battista
- Picinisco: san Lorenzo
- Pico: sant'Antonino
- Piedimonte San Germano: sant'Amasio
- Piglio: san Lorenzo
- Pignataro Interamna: Santissimo Salvatore
- Pofi: san Sebastiano
- Pontecorvo: san Giovanni Battista
- Posta Fibreno: Santa Vittoria e santa Blandina
- Ripi: san Giorgio martire
- Rocca d'Arce: san Bernardo pellegrino
- Roccasecca: san Pietro martire
- San Biagio Saracinisco: san Biagio
- San Donato Val di Comino: san Donato
- San Giorgio a Liri: san Giorgio e san Rocco (compatrono)
- San Giovanni Incarico: san Giovanni Battista
- San Vittore del Lazio: san Vittore
- Santopadre: san Folco
- Sant'Ambrogio sul Garigliano: san Biagio
- Sant'Andrea del Garigliano: sant'Andrea apostolo
- Sant'Apollinare: sant'Apollinare
- Sant'Elia Fiumerapido: sant'Elia
- Serrone: san Michele arcangelo
- Settefrati: santo Stefano
- Sgurgola: san Leonardo
- Sora: santa Restituta
- Strangolagalli: san Michele arcangelo
- Supino: san Lorenzo e san Cataldo
- Terelle: sant'Egidio
- Torre Cajetani: san Michele arcangelo
- Torrice: san Bernardino da Siena
- Trevi nel Lazio: san Pietro Eremita
- Trivigliano: santa Oliva di Anagni
- Vallecorsa: san Michele arcangelo
- Vallemaio: san Tommaso apostolo
- Vallerotonda: santi Giovanni e Paolo
- Veroli: santa Maria Salomè
- Vicalvi: san Bernardino
- Vico nel Lazio: san Giorgio
- Villa Latina: sant'Antonio di Padova
- Villa Santa Lucia: santa Lucia
- Villa Santo Stefano: santo Stefano (compatrono) e san Rocco
- Viticuso: Sant'Antonino

## Provincia di Latina
- Latina: san Marco evangelista e santa Maria Goretti

- Aprilia: san Michele Arcangelo
- Bassiano: sant'Erasmo
- Campodimele: sant'Onofrio
- Castelforte: san Giovanni Battista, Maria Santissima Addolorata (compatrona)
- Cisterna di Latina: san Rocco
- Cori: Madonna del Soccorso e san Tommaso da Cori
- Fondi: sant'Onorato
- Formia: sant'Erasmo e san Giovanni Battista
- Gaeta: sant'Erasmo e san Marciano; Maria Santissima Annunziata (compatrona)
- Itri: Madonna della Civita
- Lenola: san Giovanni Battista
- Maenza: sant'Eleuterio
- Minturno: Madonna delle Grazie
- Monte San Biagio: san Biagio
- Norma: santa Barbara
- Pontinia: sant'Anna
- Ponza: san Silverio
- Priverno: san Tommaso d'Aquino
- Prossedi: sant'Agata
- Rocca Massima: san Michele Arcangelo
- Roccagorga: sant'Erasmo
- Roccasecca dei Volsci: san Massimo
- Sabaudia: Santissima Annunziata
- San Felice Circeo: san Felice Martire
- Santi Cosma e Damiano: santi Cosma e Damiano
- Sermoneta: san Giuseppe
- Sezze: san Lidano d'Antena e san Carlo
- Sonnino: san Gaspare del Bufalo e san Marco evangelista
- Sperlonga: san Leone Magno
- Spigno Saturnia: san Giovanni Battista
- Terracina: san Cesario
- Ventotene: santa Candida

## Provincia di Rieti
- Rieti: santa Barbara

- Accumoli: Beata Vergine Addolorata
- Amatrice: Santa Maria di Filetta
- Antrodoco: sant'Anna
- Ascrea: san Nicola di Bari
- Belmonte in Sabina: Maria SS. della Croce
- Borbona: santa Restituta
- Borgo Velino: san Dionigi
- Borgorose: sant'Anastasia
- Cantalice: san Felice da Cantalice
- Cantalupo in Sabina: san Biagio
- Casaprota: san Michele arcangelo
- Casperia: san Giovanni Battista
- Castel di Tora: sant'Anatolia
- Castel Sant'Angelo: san Biagio
- Castelnuovo di Farfa: san Nicola di Bari
- Cittaducale: san Magno
- Cittareale: san Rocco
- Collalto Sabino: san Gregorio Magno
- Colle di Tora: san Lorenzo
- Collegiove: sant'Antonio di Padova
- Collevecchio: sant'Andrea apostolo
- Colli sul Velino: santa Maria Maddalena
- Concerviano: san Nicola di Bari
- Configni: san Gregorio Magno
- Contigliano: san Michele
- Cottanello: sant'Andrea apostolo
- Fara in Sabina: sant'Antonino di Apamea
- Fiamignano: san Fabiano e san Sebastiano
- Forano: san Biagio e san Sebastiano
- Frasso Sabino: san Pietro in Vincoli
- Greccio: san Michele Arcangelo
- Labro: san Pancrazio
- Leonessa: san Giuseppe da Leonessa
- Longone Sabino: santi Cosma e Damiano
- Magliano Sabina: san Liberatore
- Marcetelli: san Venanzio martire
- Micigliano: san Lorenzo
- Mompeo: sant'Egidio
- Montasola: san Pietro e san Tommaso
- Monte San Giovanni in Sabina: san Giovanni evangelista
- Montebuono: san Vincenzo Ferreri
- Monteleone Sabino: santa Vittoria
- Montenero Sabino: san Cataldo
- Montopoli di Sabina: san Michele Arcangelo
- Morro Reatino: san Lorenzo
- Nespolo: san Sebastiano
- Orvinio: san Nicola di Bari
- Paganico Sabino: san Nicola di Bari
- Pescorocchiano: sant'Andrea
- Petrella Salto: san Rocco
- Poggio Bustone: san Giovanni Battista
- Poggio Catino: san Silvestro papa e san Rocco
- Poggio Mirteto: san Gaetano di Thiene
- Poggio Moiano: san Sebastiano
- Poggio Nativo: san Michele arcangelo
- Poggio San Lorenzo: san Lorenzo
- Posta: san Felice
- Pozzaglia Sabina: santa Ulpia Candida
- Rivodutri: san Michele arcangelo
- Rocca Sinibalda: sant'Agapito e san Giustino
- Roccantica: san Valentino
- Salisano: santa Giulia
- Scandriglia: santa Barbara
- Selci: santo Stefano
- Stimigliano: santi Cosma e Damiano
- Tarano: san Giorgio
- Toffia: San Lorenzo
- Torri in Sabina: san Giovanni Battista
- Torricella in Sabina: san Giovanni Battista
- Turania: sant'Andrea apostolo
- Vacone: san Giovanni evangelista
- Varco Sabino: san Michele

## Provincia di Roma
- Roma: san Pietro, san Paolo; San Lorenzo, San Sebastiano, Santa Francesca Romana e san Filippo Neri (patroni minori)

- Affile: santa Felicita
- Agosta: sant'Agostino d'Ippona
- Albano Laziale: san Pancrazio
- Allumiere: Maria Santissima Assunta
- Anguillara Sabazia: san Biagio
- Anticoli Corrado: santa Vittoria
- Anzio: sant'Antonio da Padova
- Arcinazzo Romano: san Giorgio
- Ardea: san Pietro apostolo
- Ariccia: sant'Apollonia
- Arsoli: san Bartolomeo apostolo e Madonna di Guadalupe
- Artena: Santa Maria Maddalena
- Bellegra: san Sisto II
- Bracciano: san Sebastiano
- Camerata Nuova: sant'Egidio abate
- Campagnano di Roma: san Giovanni Battista e san Celestino I Papa
- Canale Monterano: san Bartolomeo apostolo e santa Calepodia
- Canterano: san Mauro abate e Madonna degli Angeli
- Capena: san Luca evangelista
- Capranica Prenestina: san Rocco
- Carpineto Romano: sant'Agostino
- Casape: san Pietro
- Castel Gandolfo: san Sebastiano
- Castel Madama: san Michele arcangelo
- Castel San Pietro Romano: san Rocco
- Castelnuovo di Porto: sant'Antonino
- Cave: Madonna del Campo e san Lorenzo
- Cerreto Laziale: san Sebastiano
- Cervara di Roma: santa Elisabetta e san Felice
- Cerveteri: san Michele arcangelo
- Ciampino: Sacro Cuore di Gesù
- Ciciliano: santa Liberata
- Cineto Romano: San Giovanni Battista e Sant'Agata
- Civitavecchia: Santa Fermina
- Civitella San Paolo: San Giacomo
- Colleferro: santa Barbara
- Colonna: San Nicola di Bari
- Fiano Romano: santo Stefano
- Filacciano: sant'Egidio
- Fiumicino: Sant'Ippolito
- Fonte Nuova: san Giuseppe
- Formello: san Lorenzo
- Frascati: santi Filippo e Giacomo
- Gallicano nel Lazio: Sant'Andrea apostolo
- Gavignano: san Rocco e san Sebastiano
- Genazzano: san Nicola di Bari e Madonna del Buon Consiglio
- Genzano di Roma: san Tommaso da Villanova
- Gerano: Sant'Anatolia e San Rocco
- Gorga: San Domenico
- Grottaferrata: San Nilo
- Guidonia Montecelio: Madonna di Loreto
- Jenne: san Rocco
- Labico: sant'Andrea apostolo e san Rocco (compatrono)
- Ladispoli: San Giuseppe
- Lanuvio: santi Filippo e Giacomo
- Lariano: sant'Eurosia
- Licenza: san Rocco
- Magliano Romano: san Giovanni Battista e santa Pudenziana
- Mandela: san Nicola di Bari
- Manziana: san Giovanni Battista
- Marano Equo: san Biagio e Madonna della Quercia
- Marcellina: Madonna delle Grazie
- Marino: san Barnaba
- Mazzano Romano: san Nicola di Bari
- Mentana: san Nicola di Bari
- Monte Compatri: Santa Maria
- Monte Porzio Catone: sant'Antonino
- Monteflavio: san Rocco
- Montelanico: san Michele arcangelo
- Montelibretti: san Nicola di Bari
- Monterotondo: santi Filippo e Giacomo
- Montorio Romano: San Leonardo di Noblac e Santa Barbara
- Moricone: Maria Assunta
- Morlupo: Maria Assunta
- Nazzano: Sant'Antimo
- Nemi: Santi Filippo e Giacomo apostoli
- Nerola: san Giorgio
- Nettuno: Madonna delle Grazie, santa Maria Goretti e san Rocco
- Olevano Romano: santa Margherita di Antiochia e san Placido
- Palestrina: sant'Agapito e Santa Rosalia
- Palombara Sabina: san Biagio
- Percile: santa Lucia
- Pisoniano: santa Vittoria
- Poli: sant'Eustachio
- Pomezia: san Benedetto da Norcia
- Ponzano Romano: San Nicola di Bari
- Riano: san Giorgio
- Rignano Flaminio: santi Vincenzo ed Anastasio
- Riofreddo: san Giorgio
- Rocca Canterano: san Michele Arcangelo
- Rocca di Cave: sant'Egidio abate
- Rocca di Papa: san Carlo Borromeo
- Rocca Priora: san Rocco e san Sebastiano
- Rocca Santo Stefano: santo Stefano
- Roccagiovine: san Nicola di Bari
- Roiate: SS. Salvatore
- Roviano: san Giovanni Battista
- Sacrofano:san Biagio e san Geminiano
- Sambuci: San Celso
- San Cesareo: san Cesario
- San Gregorio da Sassola: san Gregorio Magno
- San Polo dei Cavalieri: san Nicola di Bari
- San Vito Romano: san Vito e san Biagio
- Santa Marinella: San Giuseppe
- Sant'Angelo Romano: San Michele Arcangelo e santa Liberata
- Sant'Oreste: sant'Edisto
- Saracinesco: san Michele arcangelo
- Segni: san Bruno di Segni
- Subiaco: san Benedetto e santa Chelidonia
- Tivoli: santa Sinforosa, san Generoso e san Lorenzo
- Tolfa: sant'Egidio abate
- Torrita Tiberina: san Tommaso apostolo
- Trevignano Romano: san Bernardino da Siena
- Vallepietra: san Cristoforo e san Giuseppe
- Vallinfreda: san Michele arcangelo
- Valmontone: san Luigi Gonzaga
- Velletri: san Clemente papa
- Vicovaro: sant'Antonio abate
- Vivaro Romano: san Biagio
- Zagarolo: san Lorenzo

## Provincia di Viterbo
- Viterbo: Santa Rosa da Viterbo e San Lorenzo

- Acquapendente: sant'Ermete
- Arlena di Castro: san Rocco
- Bagnoregio: san Bonaventura da Bagnoregio
- Barbarano Romano: santa Barbara
- Bassano in Teverina: san Fidenzio e san Terenzio
- Bassano Romano: san Gratiliano
- Blera: san Vivenzio
- Bolsena: santa Cristina
- Bomarzo: sant'Anselmo
- Calcata: san Cornelio e san Cipriano
- Canepina: santa Corona martire
- Canino: sant'Andrea apostolo
- Capodimonte: san Rocco
- Capranica: san Terenziano
- Caprarola: sant'Egidio
- Carbognano: san Filippo Neri e sant'Eutizio
- Castel Sant'Elia: Sant'Anastasio di Suppentonia
- Castiglione in Teverina: Nostra Signora della Neve e SS. Crocifisso
- Celleno: san Donato
- Cellere: sant'Egidio
- Civita Castellana: santi Giovanni e Marciano
- Civitella d'Agliano: san Gorgonio
- Corchiano: san Biagio
- Fabrica di Roma: san Matteo e san Giustino
- Faleria: San Giuliano l'ospitaliere
- Farnese: sant'Isidoro
- Gallese: san Famiano
- Gradoli: santa Maria Maddalena
- Graffignano: san Martino
- Grotte di Castro: san Flavio
- Ischia di Castro: sant'Ermete
- Latera: san Clemente
- Lubriano: san Procolo confessore
- Marta: santa Marta
- Montalto di Castro: santi Quirino e Candido
- Monte Romano: santa Corona
- Montefiascone: santa Margherita di Antiochia, san Flaviano
- Monterosi: San Nicola di Bari
- Nepi: santi Tolomeo e Romano
- Onano: san Trifone
- Oriolo Romano: san Giorgio
- Orte: sant'Egidio
- Piansano: san Bernardino da Siena
- Proceno: sant'Agnese di Montepulciano
- Ronciglione: san Bartolomeo apostolo
- San Lorenzo Nuovo: san Lorenzo
- Soriano nel Cimino: San Nicola di Bari e sant'Eutizio
- Sutri: santa Dolcissima
- Tarquinia: Madonna di Valverde
- Tessennano: san Felice
- Tuscania: santi Secondiano, Veriano e Marcelliano martiri
- Valentano: san Giovanni Evangelista
- Vallerano: san Vittore
- Vasanello: San Lanno
- Vejano: Sant'Orsio
- Vetralla: sant'Ippolito
- Vignanello: san Biagio e santa Giacinta Marescotti
- Villa San Giovanni in Tuscia: san Giovanni Battista
- Vitorchiano: san Michele arcangelo